# Österrike i olympiska sommarspelen 1980
Österrike deltog i de olympiska sommarspelen 1980 med en trupp bestående av 83 deltagare, 64 män och 19 kvinnor, vilka deltog i 51 tävlingar i 16 sporter. Landet slutade på tjugoförsta plats i medaljligan, med en guldmedalj och fyra medaljer totalt.

## Medaljer

### Guld
- Elisabeth Theurer - Ridsport, Individuell dressyr

### Silver
- Wolfgang Mayrhofer - Segling, Finnjolle
- Hubert Raudaschl, Karl Ferstl - Segling, Starbåt

### Brons
- Gerhard Petritsch - Skytte, 25m Snabbpistol

## Boxning
| Idrottare        | Gren  | Omgång 1             | Omgång 2                     | Kvartsfinal          | Semifinal            | Final                |
| Idrottare        | Gren  | Motståndare Resultat | Motståndare Resultat         | Motståndare Resultat | Motståndare Resultat | Motståndare Resultat |
| ---------------- | ----- | -------------------- | ---------------------------- | -------------------- | -------------------- | -------------------- |
| Robert Pfitscher | 75 kg | bye                  | Viktor Savchenko (URS) 2-RSC | Gick inte vidare     | Gick inte vidare     | Gick inte vidare     |

## Brottning
Herrarnas fristil
| Idrottare             | Gren  | Omgång 1                                  | Omgång 2                                        | Omgång 3                                     | Omgång 4             | Omgång 5             | Sista omgången       |
| Idrottare             | Gren  | Motståndare Resultat                      | Motståndare Resultat                            | Motståndare Resultat                         | Motståndare Resultat | Motståndare Resultat | Motståndare Resultat |
| --------------------- | ----- | ----------------------------------------- | ----------------------------------------------- | -------------------------------------------- | -------------------- | -------------------- | -------------------- |
| Bartholomäus Brötzner | 74 kg | Valentin Raychev (BUL) Förlust genom fall | Marin Pîrcalabu (ROU) Förlust genom fall        | Gick inte vidare                             | Gick inte vidare     | Gick inte vidare     | Gick inte vidare     |
| Günter Busarello      | 82 kg | István Kovács (HUN) 3-3                   | Mohammad El-Oulabi (SYR) Vinst genom passivitet | Ismail Abilov (BUL) Förlust genom passivitet | Gick inte vidare     | Gick inte vidare     | Gick inte vidare     |

Herrarnas grekisk-romersk
| Idrottare         | Gren  | Omgång 1                                           | Omgång 2                                       | Omgång 3                                      | Omgång 4                             | Omgång 5             | Sista omgången       |
| Idrottare         | Gren  | Motståndare Resultat                               | Motståndare Resultat                           | Motståndare Resultat                          | Motståndare Resultat                 | Motståndare Resultat | Motståndare Resultat |
| ----------------- | ----- | -------------------------------------------------- | ---------------------------------------------- | --------------------------------------------- | ------------------------------------ | -------------------- | -------------------- |
| Herbert Nigsch    | 57 kg | Antonino Caltabiano (ITA) Förlust genom passivitet | Benni Ljungbeck (SWE) Förlust genom passivitet | Gick inte vidare                              | Gick inte vidare                     | Gick inte vidare     | Gick inte vidare     |
| Reinhard Hartmann | 68 kg | Lars-Erik Skiöld (SWE) Förlust genom fall          | bye                                            | Khaled El-Khaled (SYR) Vinst genom passivitet | Stefan Rusu (ROU) Förlust genom fall | Gick inte vidare     | Gick inte vidare     |
| Franz Pitschmann  | 90 kg | Petre Dicu (ROU) Förlust genom passivitet          | Jamtsyn Bor (MGL) Vinst genom fall             | Frank Andersson (SWE) Förlust genom fall      | Gick inte vidare                     | Gick inte vidare     | Gick inte vidare     |

## Bågskytte
Individuellt, herrar
- Peter Mitterer
  - Första omgången — 1 169 poäng
  - Andra omgången — 1 167 poäng
  - Totalt — 2 336 poäng (21:a plats)

## Cykling
Herrarnas linjelopp
- Herbert Spindler
- Johann Traxler
- Johann Lienhart
- Kurt Zellhofer

Herrarnas lagtempolopp
- Johann Lienhart
- Peter Muckenhuber
- Herbert Spindler
- Johann Summer

## Friidrott
Herrarnas 1 500 meter
- Robert Nemeth
  - Heat — 3:38,3
  - Semifinal — 3:40,8 (→ gick inte vidare)

Herrarnas 5 000 meter
- Dietmar Millonig
  - Heat — 13:45,7
  - Semifinal — 13:29,4
  - Final — 13:23,3 (→ 6:e plats)

Herrarnas maraton
- Josef Steiner
  - Final — 2:24:24 (→ 39:e plats)

Herrarnas 3 000 meter hinder
- Wolfgang Konrad
  - Heat — 8:35,3
  - Semifinal — 8:25,0 (→ gick inte vidare)

Herrarnas 20 km gång
- Martin Toporek
  - Final — 1:44:56,0 (→ 21:a plats)

- Johann Siegele
  - Final — 1:45:17,8 (→ 22:a plats)

- Wilfried Siegele
  - Final — DSQ (→ ingen placering)

Herrarnas längdhopp
- William Rea
  - Kval — 7,74 m (→ gick inte vidare)

Herrarnas tiokamp
- Georg Werthner
  - Final — 8050 poäng (→ 4:e plats)

- Sepp Zeilbauer
  - Final — 8007 poäng (→ 5:e plats)

## Landhockey
Damernas turnering
- Matcher[1]
  - Förlorade mot Indien (0-2)
  - Slog Sovjetunionen (2-0)
  - Slog Polen (3-0)
  - Förlorade mot Tjeckoslovakien (0-5)
  - Förlorade mot Zimbabwe (1-4) (5:e plats)

- Laguppställning:
  - Patricia Lorenz
  - Sabine Blemenschütz
  - Elisabeth Pistauer
  - Andrea Kozma
  - Brigitta Pecanka
  - Brigitte Kindler
  - Friederike Stern
  - Regina Lorenz
  - Eleonore Pecanka
  - Ilse Stipanovsky
  - Andrea Porsch
  - Erika Csar
  - Dorit Ganster
  - Eva Cambal

## Modern femkamp
Herrarnas individuella tävling
- Alexander Topay (35:e plats)
- Helmut Wieser (38:e plats)

## Ridsport
Individuell dressyr

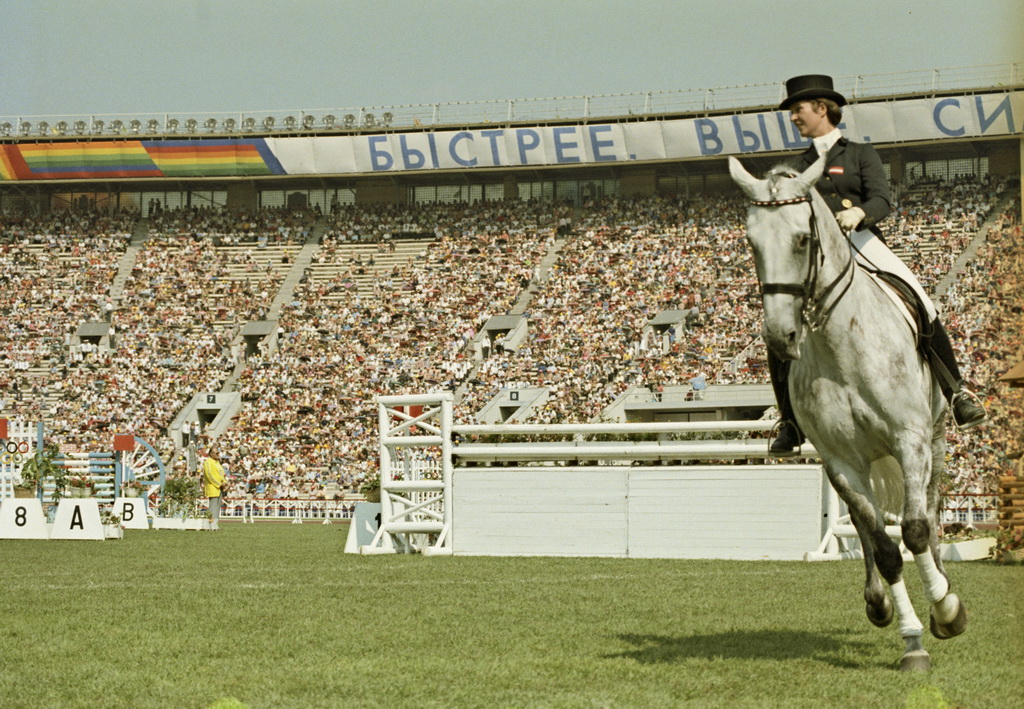
Theurer i finalen.

- Elisabeth Theurer på hästen Mon Cherie
  - Kval — 1 623 poäng
  - Final — 1 370 poäng ( Guld)

## Segling
| Seglare                        | Gren            | Lopp | Lopp | Lopp | Lopp | Lopp | Lopp | Lopp | Nettopoäng | Slutlig placering |
| Seglare                        | Gren            | 1    | 2    | 3    | 4    | 5    | 6    | 7    | Nettopoäng | Slutlig placering |
| ------------------------------ | --------------- | ---- | ---- | ---- | ---- | ---- | ---- | ---- | ---------- | ----------------- |
| Wolfgang Mayrhofer             | Flying Dutchman | 1    | 6    | 7    | 11   | 2    | 2    | 10   | 46,7       |                   |
| Hubert Porkert Hermann Kupfner | Tornado         | 2    | 7    | 6    | RET  | 7    | 7    | 8    | 67,7       | 7                 |
| Hubert Raudaschl Karl Ferstl   | Starbåt         | 1    | 4    | DSQ  | 3    | 2    | 1    | 9    | 31,7       |                   |

## Simhopp
Herrarnas 3 m
- Niki Stajkovic
  - Slutligt resultat — 521,040 poäng (12:e plats)
- Ken Grove
  - Slutligt resultat — 491,940 poäng (15:e plats)
- Michael Worisch
  - Slutligt resultat — 452,430 poäng (21:e plats)

Herrarnas 10 m
- Niki Stajkovic
  - Slutligt resultat — 725,145 poäng (8:e plats)
- Ken Grove
  - Slutligt resultat — 447,120 poäng (12:e plats)

## Tyngdlyftning
Tre tyngdlyftare i tre viktklasser tävlade för Österrike i sommarspelen 1980.
| Tävlande         | Viktklass | Ryck | Stöt  | Total | Placering |
| ---------------- | --------- | ---- | ----- | ----- | --------- |
| Walter Legel     | 67,5 kg   | 120  | 150   | 270   | 16        |
| Franz Strizik    | 100 kg    | 0    | 0     | 0     | DNF       |
| Vinzenz Hörtnagl | 110 kg    | 170  | 202,5 | 372,5 | 5         |